# Thorsten Rauser
Thorsten Rauser (* 21. April 1972 in Reutlingen) ist ein deutscher Multimedia-Unternehmer und Pionier der Computerwerbespiele-Branche.
Im Jahr 1989 gründete Thorsten Rauser als Abiturient die Multimedia-Agentur COMAD Computer Advertisement in Reutlingen, die später in Rauser Advertainment umbenannt wurde. Als eine der ersten nutzte die Agentur das Medium Computer als Werbefläche. Für internationale Kunden wie Kelloggs, Unilever, McKinsey, DaimlerChrysler und das deutsche Bundesministerium der Verteidigung entwickelte Rauser zusammen mit einem wachsenden Team interaktives Entertainment und Computerspiele.
1999 entstand hieraus K1010, ein werbefinanziertes Spiele-Portal. 2001 expandierte die Firma in die USA und erreichte innerhalb von 3 Monaten die dritte Position unabhängiger Games-Sites in den USA (Quelle: PC Data, 03/2001).
Nach der Übernahme durch die Berliner UV interactive Services GmbH im Juni 2001 verließ Rauser das Unternehmen. Er verbrachte die nächsten Jahre im Ausland und kehrte im Jahr 2004 nach Deutschland zurück. Im Juni 2004 gründete Thorsten Rauser in Berlin die the binary family GmbH, eine Spezialagentur für interaktives Entertainment.
Für das Start-Up First1 Networks GmbH entwickelte Rauser die Internet Quiz-Show „Wie weit wirst du gehen?“, die später in Quizzen ist Geld umbenannt wurde. Rauser war von Juli 2007 bis August 2008 Geschäftsführer.
Heute arbeitet Thorsten Rauser als Geschäftsführer von the binary family. Er ist Produzent von Unterhaltungssoftware für iPhone-, Web- und Social Network-Applikationen. Die unter Leitung von Rauser entwickelte App iKitty wurde 2009 mit dem Animago Award in der Kategorie Beste Mobil-Produktion ausgezeichnet.